# Beerse
Beerse là một đô thị ở tỉnh Antwerp. Đô thị này gồm các thị trấn Beerse và Vlimmeren. Tại thời điểm ngày 1 tháng 1 năm 2006, Beerse có dân số 16.482. Cuối năm 2007, dân số là 16.757 người.  Tổng diện tích là 37,48 km² với mật độ dân số là 447 người trên mỗi km². Công ty dược phẩm Janssen Pharmaceutica do Paul Janssen thành lập có trụ sở ở Beerse.

## Cư dân nổi bật
- Peter Evrard, ca sĩ
- Jan Vaerten, họa sĩ
- René Verheyen, cầu thủ bóng đá
- Truus Druyts, nữ nghệ sĩ
- Mies Meulders, người dẫn chương trình
- Patrick Vervoort, cầu thủ bóng đá